# هاري فون دير هورست
هاري فون دير هورست (بالإنجليزية: Harry Von der Horst)‏ هو لاعب كرة قاعدة أمريكي، ولد في عقد 1850، وتوفي في 1905.